# Rosemont, Illinois
Rosemont är en by (village) i Cook County, Illinois, USA. Den gränsar i sydöst till Chicago. Vid 2010 års folkräkning var befolkningen 4 202

## Sport
Allstate Arena i Rosemont är AHL-laget Chicago Wolves hemmaarena. 
Chicago Bandits, NPF-laget (före detta Women's Pro Softball League, WPSL) har även de Allstate som hemmaarena.
MMA-dominanten UFC anordnade 25 oktober 2008 galan UFC 90 här.
"Suma1L", den yngste e-sportspelaren att tjäna över en miljon USD i prispengar, bor i Rosemont.

## Politik
Sedan Rosemont fick självstyre (incorporated village) 1956 har en och samma familj suttit vid makten: Stephensfamiljen. Christopher Stephens sköter det byägda konferenscentret och avlönades med 255 600 USD per år under perioden 2015–2018. Medellönen i Rosemont är under 47 000 USD per år. Christophers släkting Brad Stephens är Rosemonts borgmästare. En  53-procentig löneförhöjning till 260 000 USD per år röstades igenom 2017 och gjorde honom därmed till världens näst högst avlönade borgmästare.